# Grand National Films Inc.
Grand National Films, Inc (sau Grand National Pictures, Grand National Productions sau Grand National Film Distributing Co.) a fost un studiou american Poverty Row de producție și de distribuție filme, o companie care a funcționat în perioada 1936 - 1939. Compania nu are nicio legătură cu British Grand National Pictures. A fost cumpărată de RKO Radio Pictures în 1940.

## Filmografie parțială
Grand National a lansat un total de 100 filme în trei ani ai existenței sale. Multe dintre acestea sunt în prezent în domeniul public și sunt disponibile legal online.
- Captain Calamity (1936)
- The Devil on Horseback (1936)
- Headin' for the Rio Grande (1936)
- Trailin' Trouble (1937)
- Navy Spy (1937)
- Bank Alarm (1937)
- Renfrew of the Royal Mounted (1937)
- Something to Sing About (1937)
- Swing It, Sailor! (1938)
- Here's Flash Casey (1938)
- Mr. Boggs Steps Out (1938)
- Long Shot (1939)
- Exile Express (1939)
- Isle of Destiny (1940) (cumpărat de RKO Radio Pictures pentru a fi lansat)

## Legături externe
- IMDb.com: Grand National Pictures (U.S.)
- IMDb.com: Grand National Films Ltd. (U.K.)